# العلاقات الباربادوسية الموريشيوسية
العلاقات الباربادوسية الموريشيوسية هي العلاقات الثنائية التي تجمع بين باربادوس وموريشيوس.

## مقارنة بين البلدين
هذه مقارنة عامة ومرجعية للدولتين:
| وجه المقارنة                                              | باربادوس       | موريشيوس                 |
| --------------------------------------------------------- | -------------- | ------------------------ |
| المساحة (كم2)                                             | 439            | 2.04 ألف                 |
| عدد السكان (نسمة)                                         | 285.72 ألف     | 1.26 مليون               |
| الكثافة السكانية (ن./كم²)                                 | 65.08 ألف      | 617.65                   |
| العاصمة                                                   | بريدج تاون     | بورت لويس                |
| اللغة الرسمية                                             | لغة إنجليزية   | لغة إنجليزية، لغة فرنسية |
| العملة                                                    | دولار بربادوسي | روبي موريشي              |
| الناتج المحلي الإجمالي (بليون دولار)                      | 4.80 مليار     | 13.34 مليار              |
| الناتج المحلي الإجمالي (تعادل القوة الشرائية) بليون دولار | 4.66 مليار     | 25.36 مليار              |
| الناتج المحلي الإجمالي الاسمي للفرد دولار أمريكي          | 15.43 ألف      | 9.25 ألف                 |
| الناتج المحلي الإجمالي للفرد دولار أمريكي                 | 16.06 ألف      | 18.59 ألف                |
| مؤشر التنمية البشرية                                      | 0.795          | 0.777                    |
| رمز المكالمات الدولي                                      | +1246          | +230                     |
| رمز الإنترنت                                              | .bb            | .mu                      |
| المنطقة الزمنية                                           | 00             | ت ع م+04:00              |

## منظمات دولية مشتركة
يشترك البلدان في عضوية مجموعة من المنظمات الدولية، منها:
| علم المنظمة | اسم المنظمة                                 | تاريخ انضمام باربادوس | تاريخ انضمام موريشيوس |
| ----------- | ------------------------------------------- | --------------------- | --------------------- |
|             | مؤسسة التنمية الدولية                       | 29 سبتمبر 1999        | 23 سبتمبر 1968        |
|             | يونسكو                                      | 24 أكتوبر 1968        | 25 أكتوبر 1968        |
|             | وكالة ضمان الاستثمار متعدد الأطراف          | 12 أبريل 1988         | 28 ديسمبر 1990        |
|             | الأمم المتحدة                               | 9 ديسمبر 1966         | 24 أبريل 1968         |
|             | مجموعة دول أفريقيا والكاريبي والمحيط الهادئ | ?                     | ?                     |
|             | دول الكومنولث                               | ?                     | ?                     |
|             | الاتحاد البريدي العالمي                     | ?                     | ?                     |
|             | البنك الدولي للإنشاء والتعمير               | 12 سبتمبر 1974        | 23 سبتمبر 1968        |
|             | الاتحاد الدولي للاتصالات                    | 16 أغسطس 1967         | 30 أغسطس 1969         |
|             | منظمة حظر الأسلحة الكيميائية                | ?                     | ?                     |
|             | مؤسسة التمويل الدولية                       | 25 يونيو 1980         | 23 سبتمبر 1968        |
|             | المركز الدولي لتسوية المنازعات الاستشارية   | 1 ديسمبر 1983         | 2 يوليو 1969          |
|             | منظمة التجارة العالمية                      | ?                     | ?                     |
|             | تحالف الدول الجزرية الصغيرة                 | ?                     | ?                     |
|             | منظمة الشرطة الجنائية الدولية               | ?                     | ?                     |

## وصلات خارجية
- موقع وزارة الخارجية الباربادوسية